# Alfa Romeo Giulia
Alfa Romeo Giulia - сімейство задньоприводних автомобілів також відоме як 105 серія, що виготовлялось з 1962 по 1978 рік. Перше покоління Giulia.

## Опис

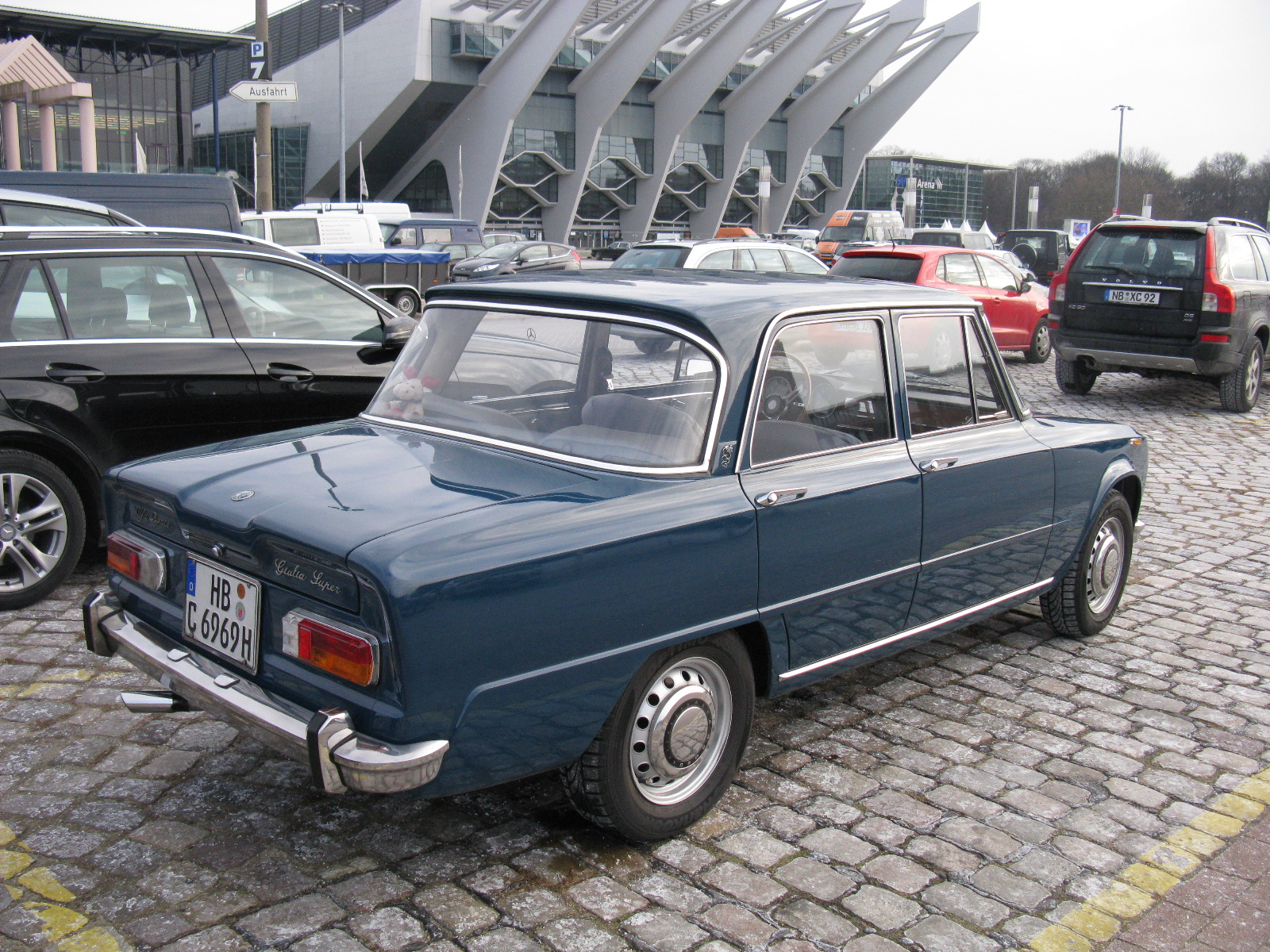

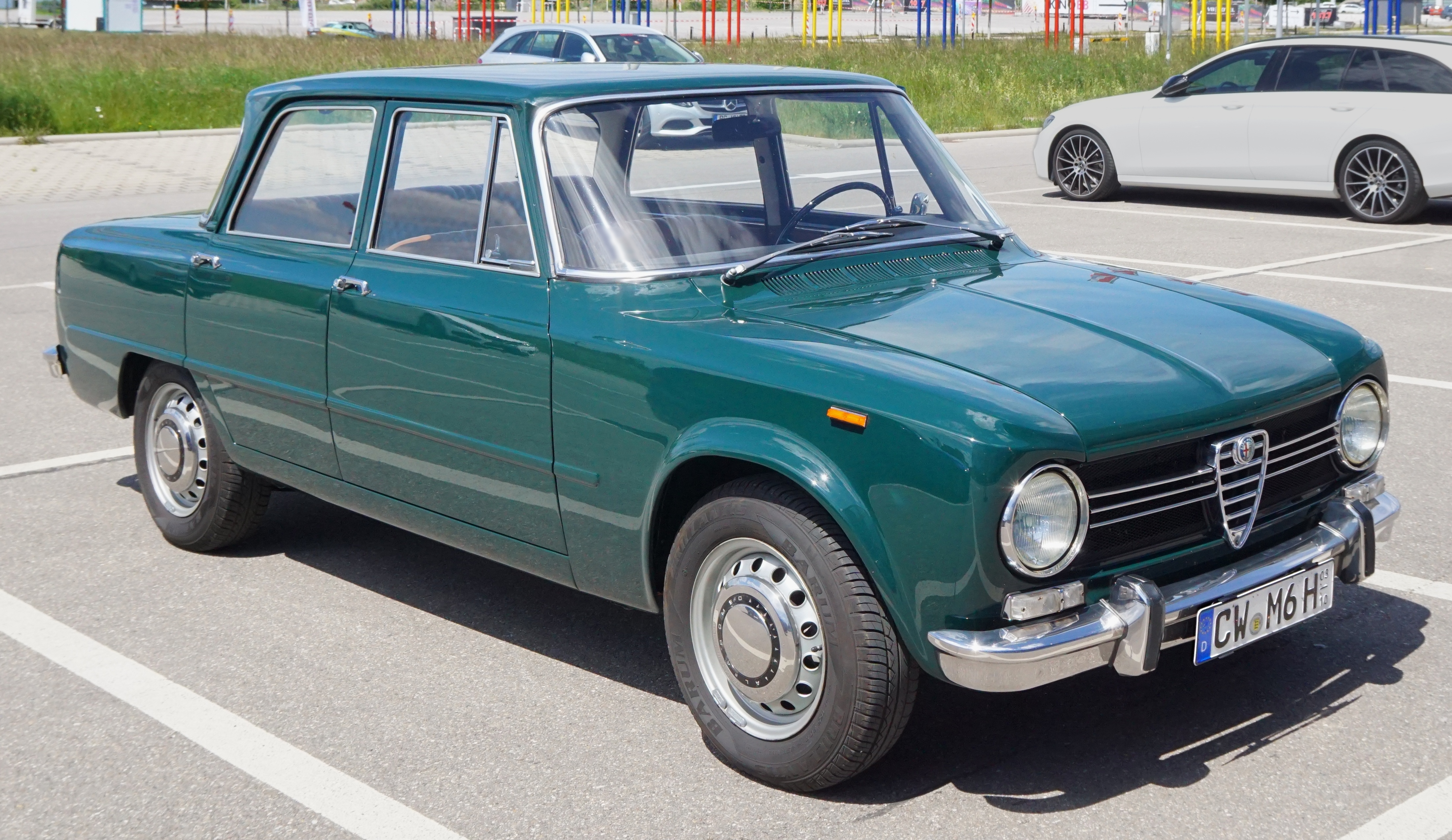
Alfa Romeo Giulia 1300 (1964–1970)

За основу дизайну взяли передньоприводний прототип Alfa Romeo Tipo 103.
Вперше була продемонстрована на автодромі Monza. У порівнянні з попереднім поколінням потужність зросла завдяки 4-циліндровому двигуну об'ємом 1570 см³ з використанням напівсферичних камер згоряння, що виробляє більш ніж 90 кінських сил та 130 Нм. П'ятиступінчаста ручна коробка передач управлялася за допомогою важеля на рульовій колонці. Задня частина підвіски була змінена для поліпшення керованості, проте передня частина залишилася без змін. Коефіцієнт аеродинамічного опору (cw) становив 0,34, що було низьким для того часу.
Точно так само як серія Giulietta, Giulia отримала безліч форм кузова, включаючи чотиридверний Berlina, Spider, TZ, Sprint і Sprint Speciale.
| Версії                    | Роки виробництва |
| ------------------------- | ---------------- |
| Giulia 1600 TI            | 1962-1967        |
| Giulia 1600 TI Super      | 1963-1964        |
| Giulia 1300               | 1964-1971        |
| Giulia Super              | 1965-1972        |
| Giulia 1300 ti            | 1966-1972        |
| Giulia 1300 Super         | 1970-1972        |
| Giulia 1600 S             | 1968-1970        |
| Giulia Super 1.3          | 1972-1974        |
| Giulia Super 1.6          | 1972-1974        |
| Giulia Nuova Super 1.3    | 1974-1977        |
| Giulia Nuova Super 1.6    | 1974-1977        |
| Giulia Nuova Super Diesel | 1976-1977        |

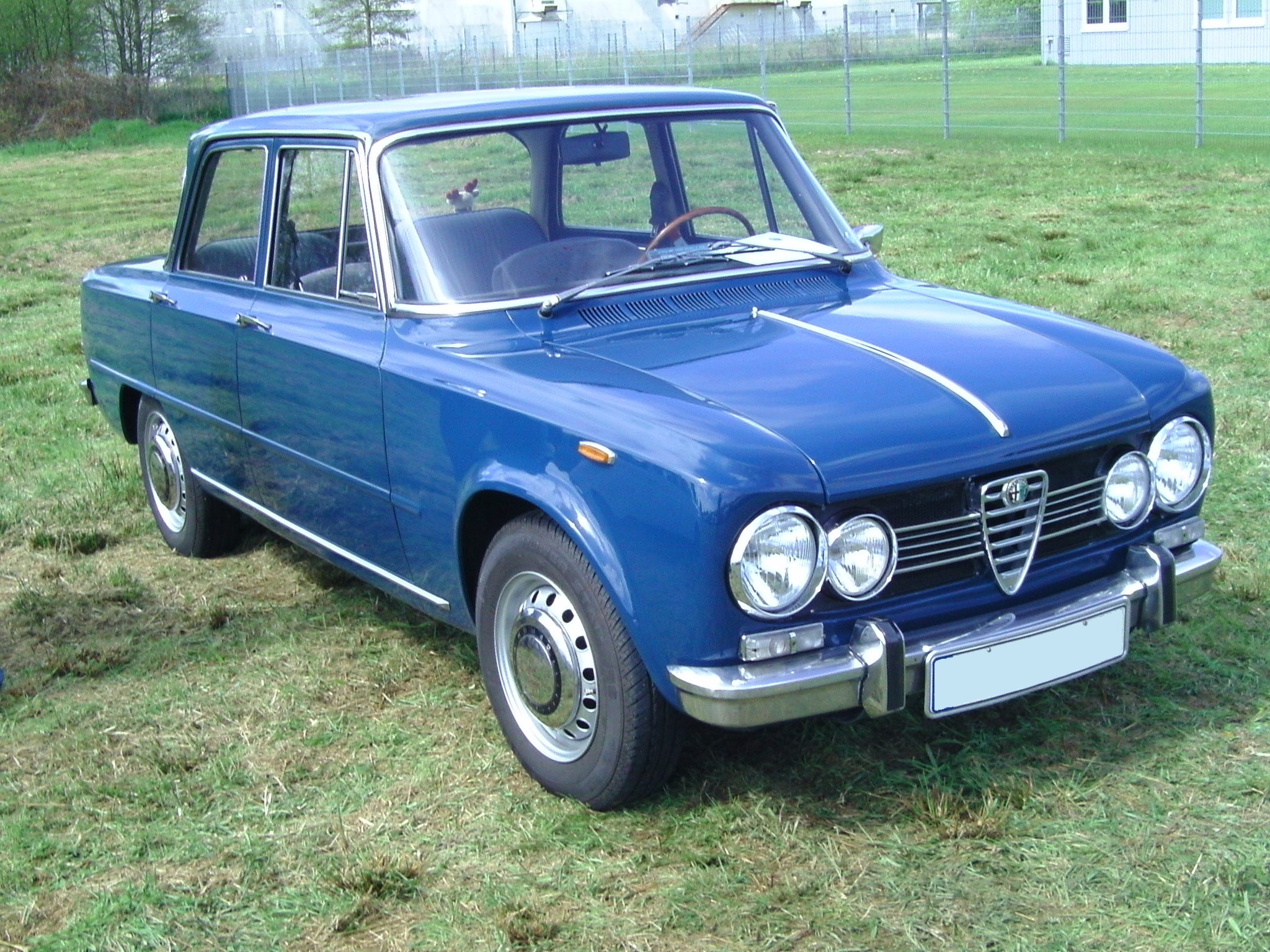
Alfa Romeo Giulia Super (1965–1974)

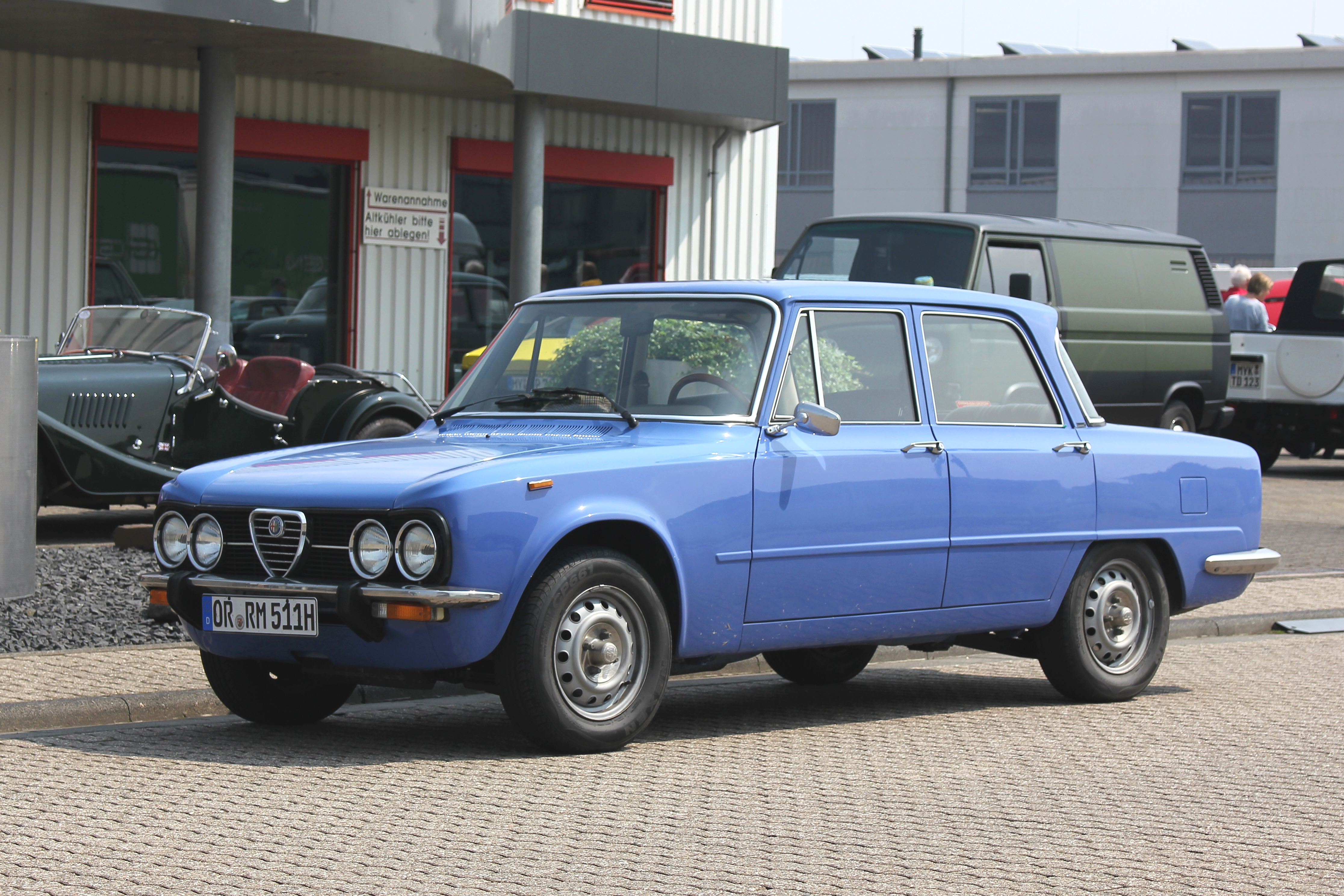
Alfa Romeo Giulia Nuova Super 1300 (1974–1977)

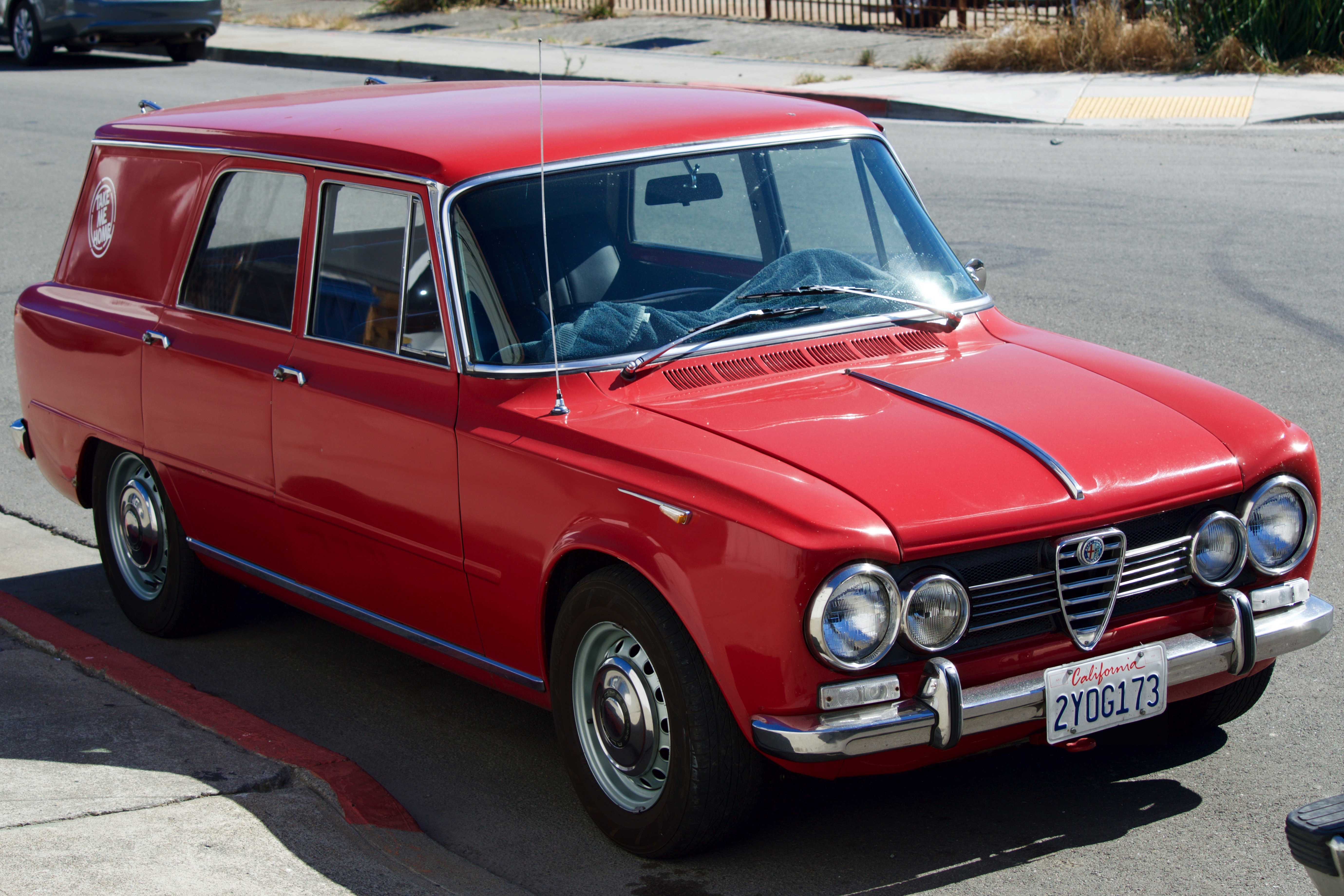
Alfa Romeo Giulia Promiscua Colli

У 1963 році всі моделі отримали стандартні дискові гальма на всіх чотирьох колесах. У 1965 році з введенням 98 сильної Giulia Super була збільшена потужність. Протягом декількох років проект зазнав незначних змін зовні і всередині.
Giulia приписують розширення міжнародних продажів продукції Alfa Romeo. Як і його попередниця Giulietta, автомобіль був доступний з безліччю кузовів і комплектацій. Складовими її успіху були економічність, багатосторонність і стиль.
Всього виготовлено 572 646 седанів Alfa Romeo Giulia.

## Двигуни
- 1,3 л Twin Cam І4 78/82/89 к.с.
- 1,6 л Twin Cam І4 92/95/98/102/112 к.с.
- 1,8 л Perkins 4.108 І4 (дизель) 55 к.с.

## Giulia Spider, Sprint та Sprint Speciale
Версії Giulia – Spider, Sprint та Sprint Speciale – були представлені разом із седаном Giulia у 1962 році. Вони були оновленими та ребрендинговими версіями від моделей Giulietta 101-ї серії. Модифікації тепер оснащувалися 1,6 л. двигуном замість 1,3 літровим. Найлегше відрізнити Spider від Giulietta, у якого був більш опуклий капот через наявність більшого двигуна. Купе Sprint був спочатку доступний з 1,3 л. двигуном як Sprint 1300, але по суті ця та сама Giulietta Sprint, тільки з іншою назвою. Усі моделі перестали випускатися у 1964 році. Sprint Speciale випускався до 1966 року.

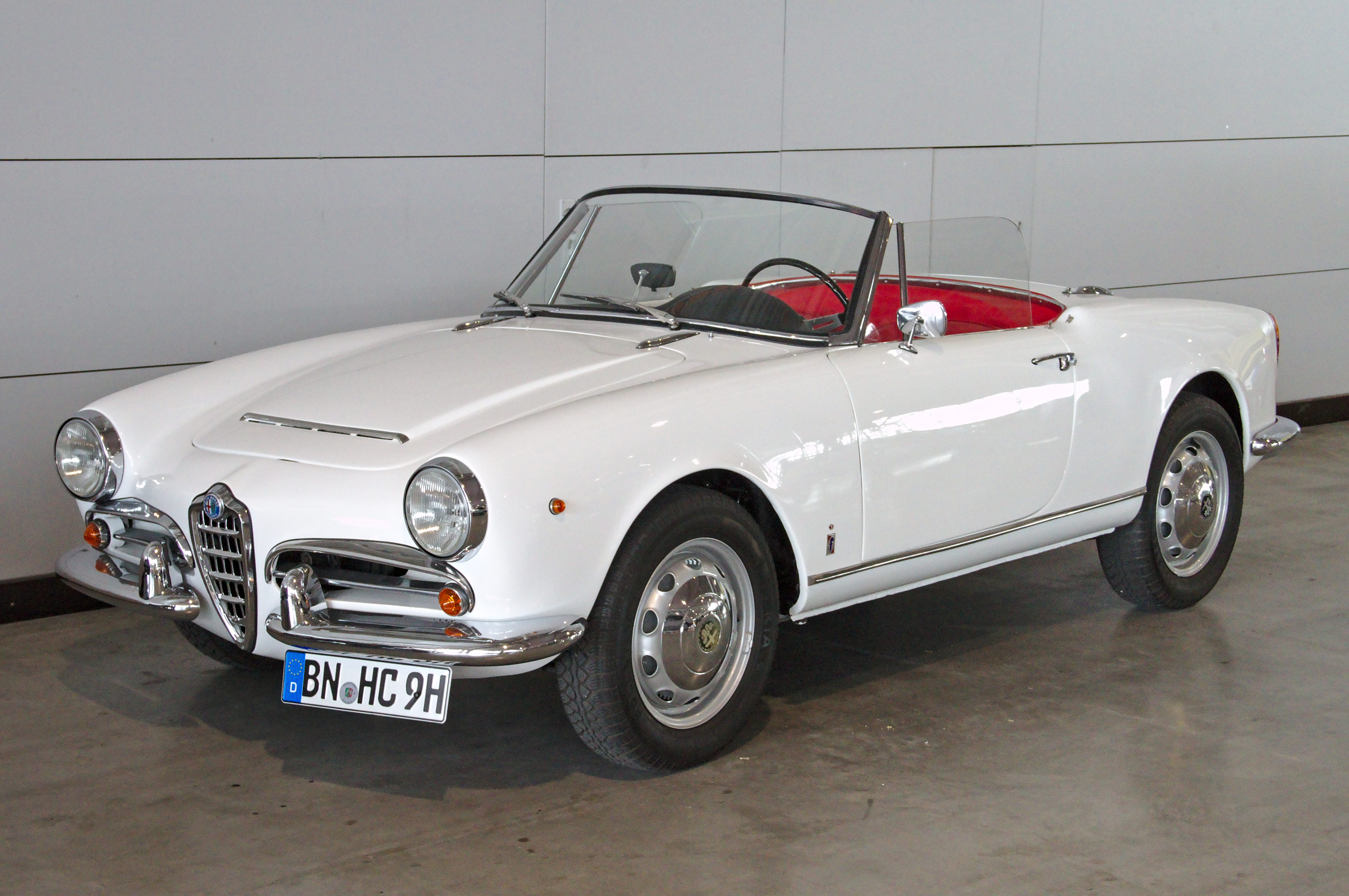
Giulia Spider
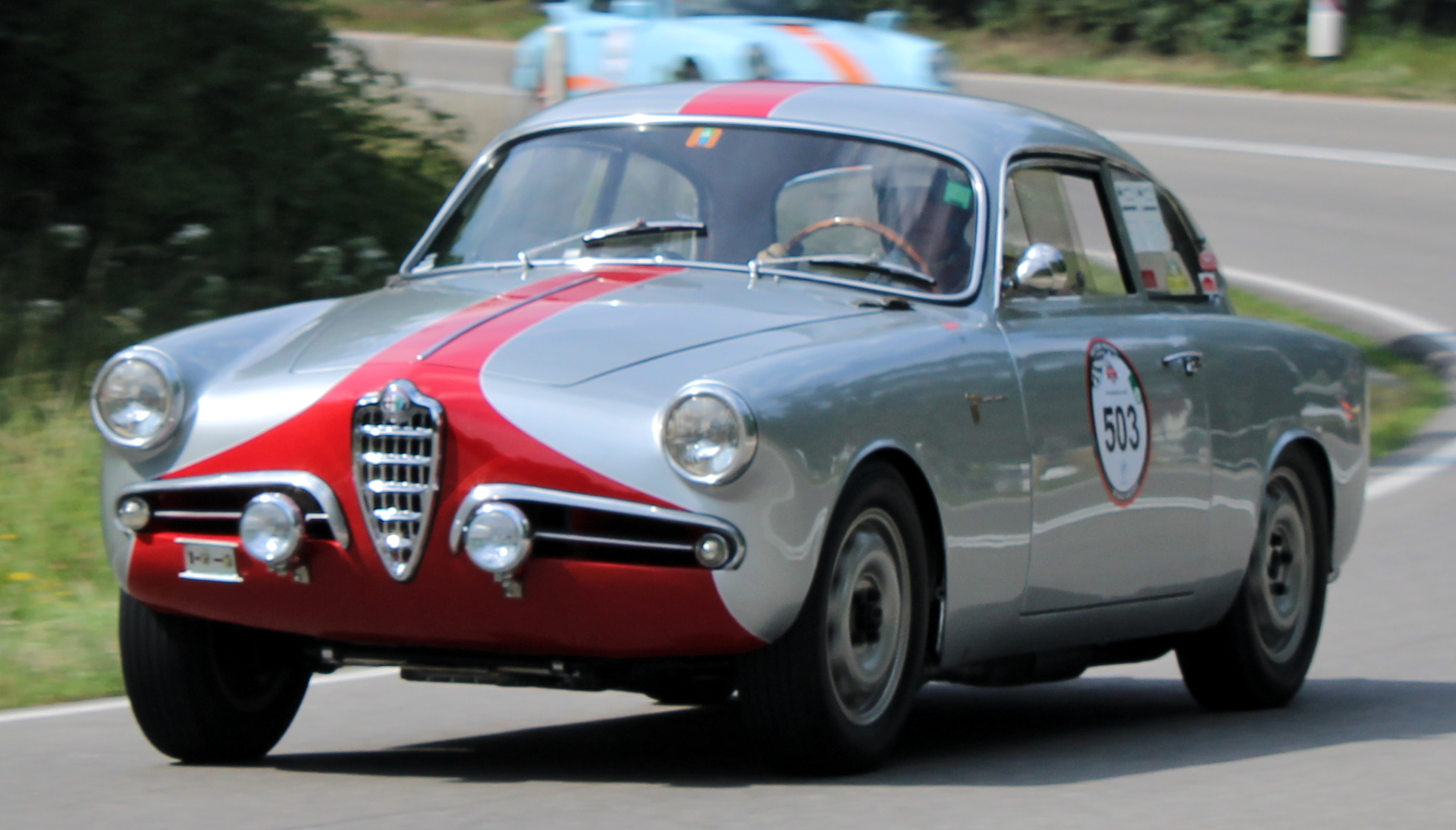
Giulia Sprint
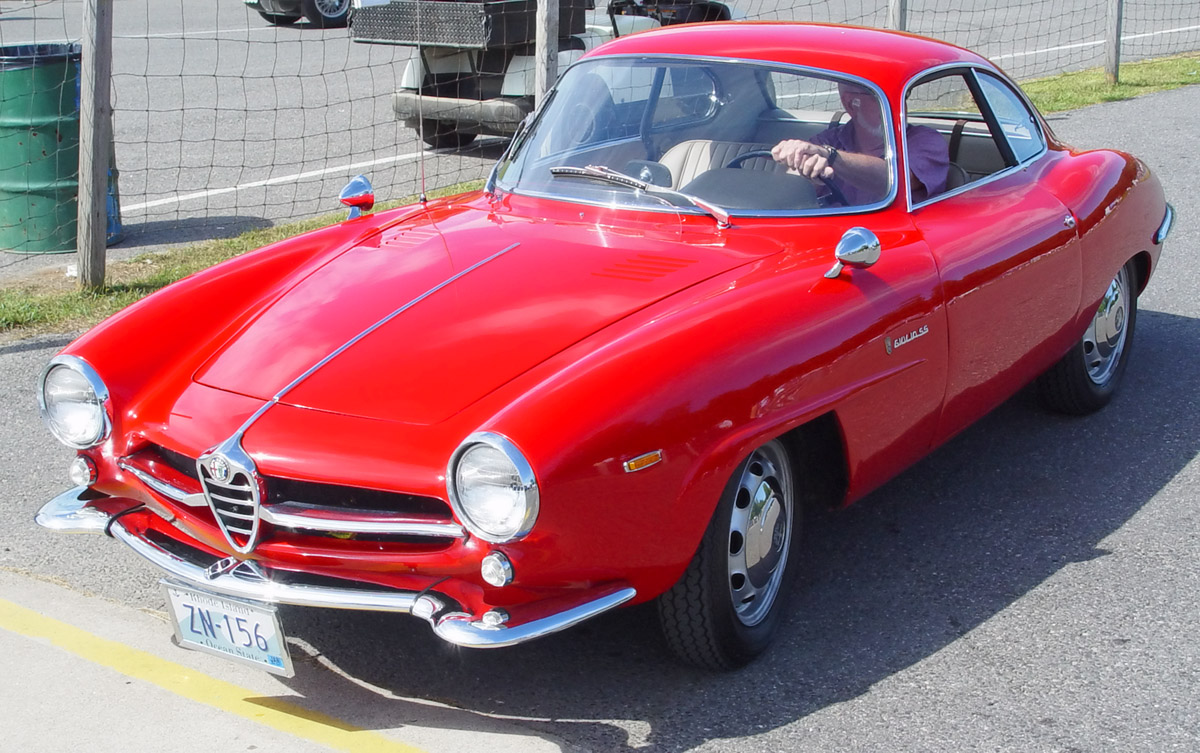
Giulia Sprint Speciale

## Giulia Sprint GT
У 1963 році вперше була показана Alfa Romeo Giulia Sprint GT (tipo 105). Це купе (і рідкісний кабріолет, Giulia GTC) продовжували розвиватися через численні серії з двигунами від 1,3 до 2 літрів. Виробництво припинилося в 1976 році. Був також ряд конкурентних моделей під назвою GTA, а також ітерація з кузовом Zagato під назвою Junior Z.

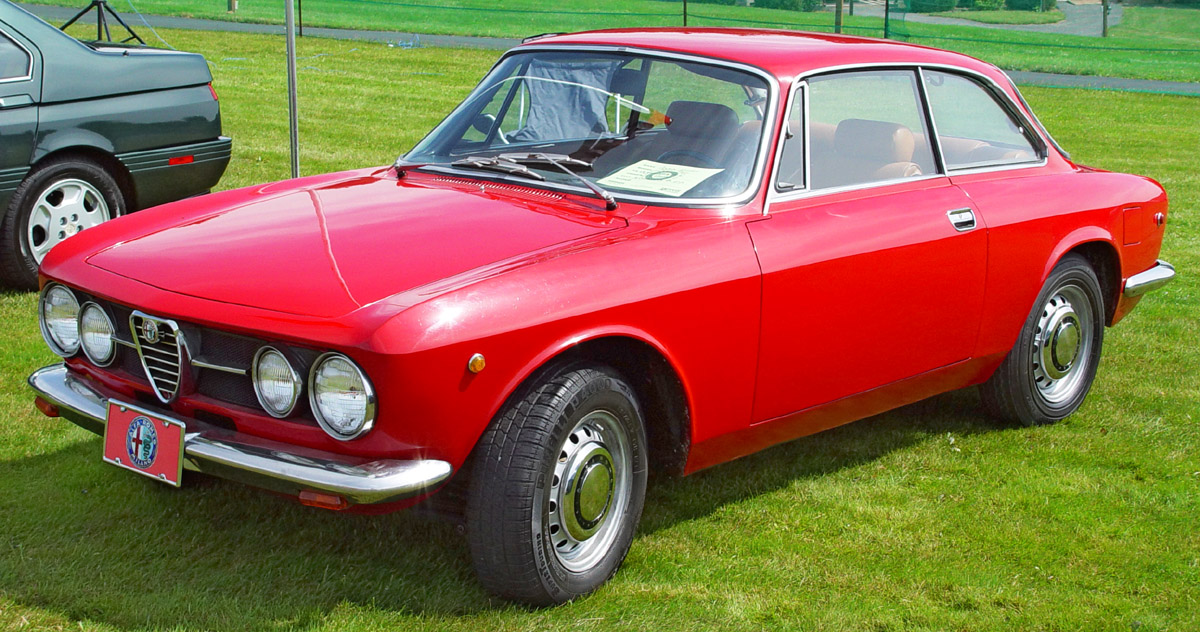
Alfa Romeo 1750 GT Veloce
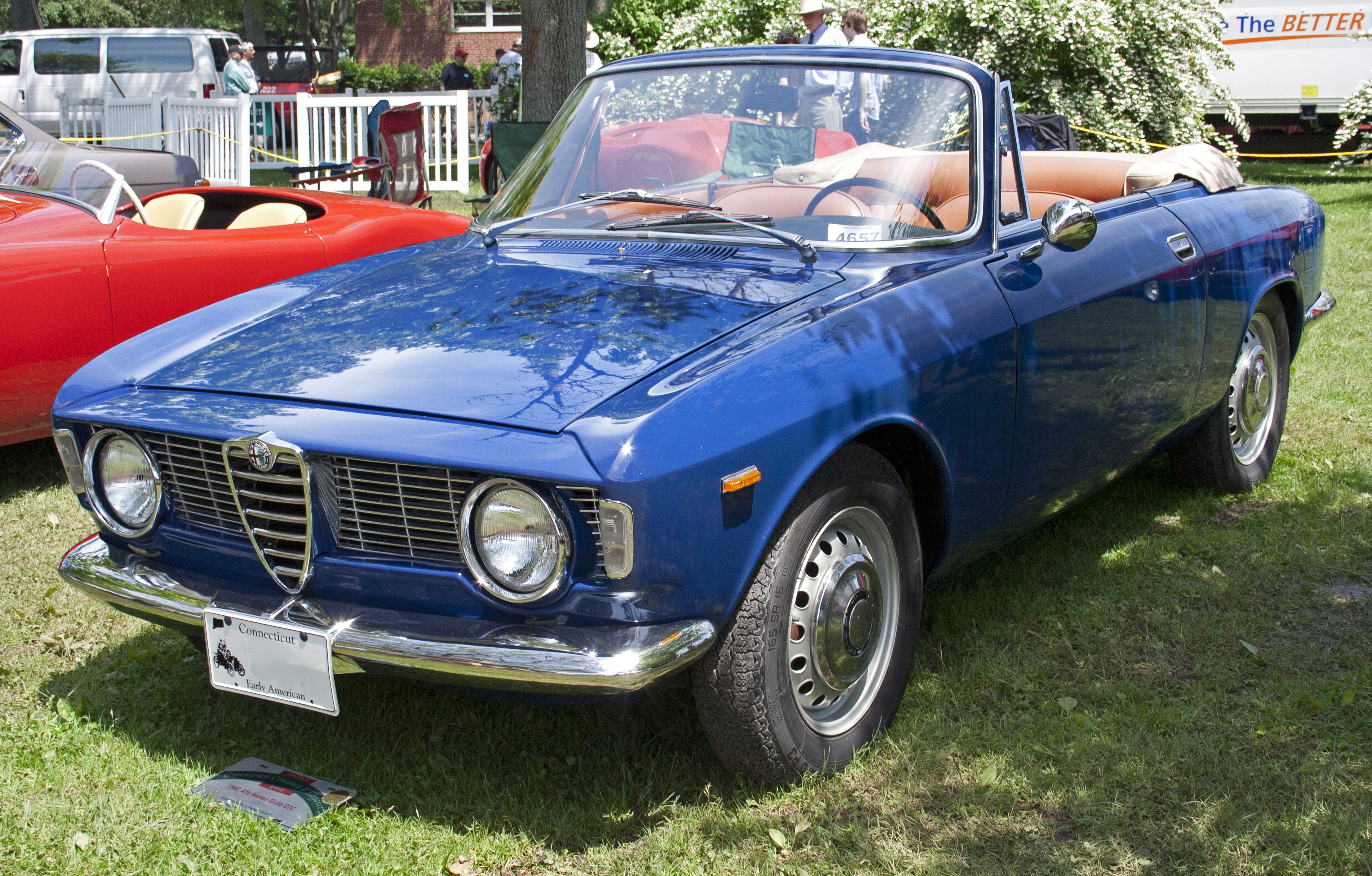
Alfa Romeo Giulia GTC
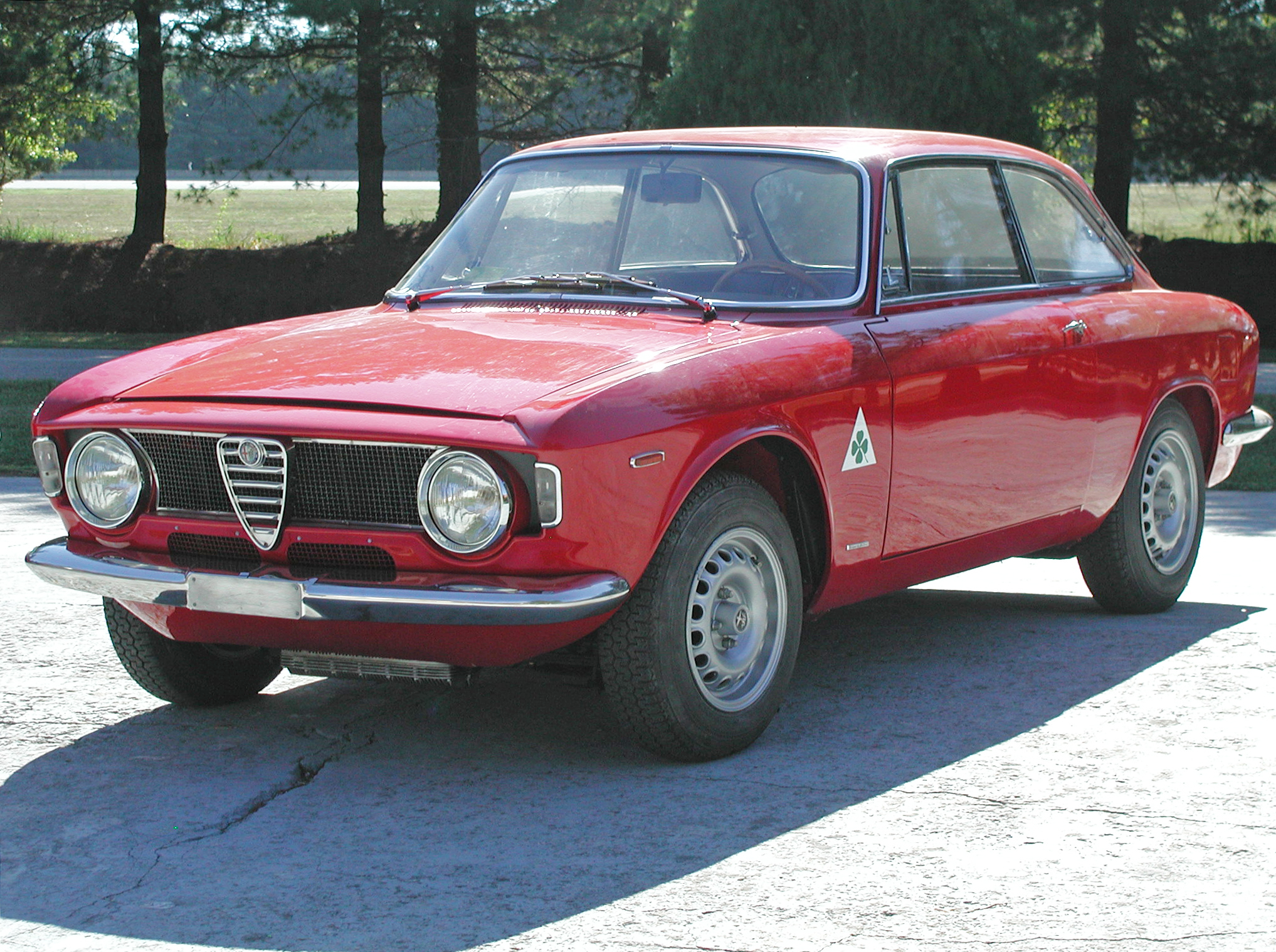
Alfa Romeo GTA
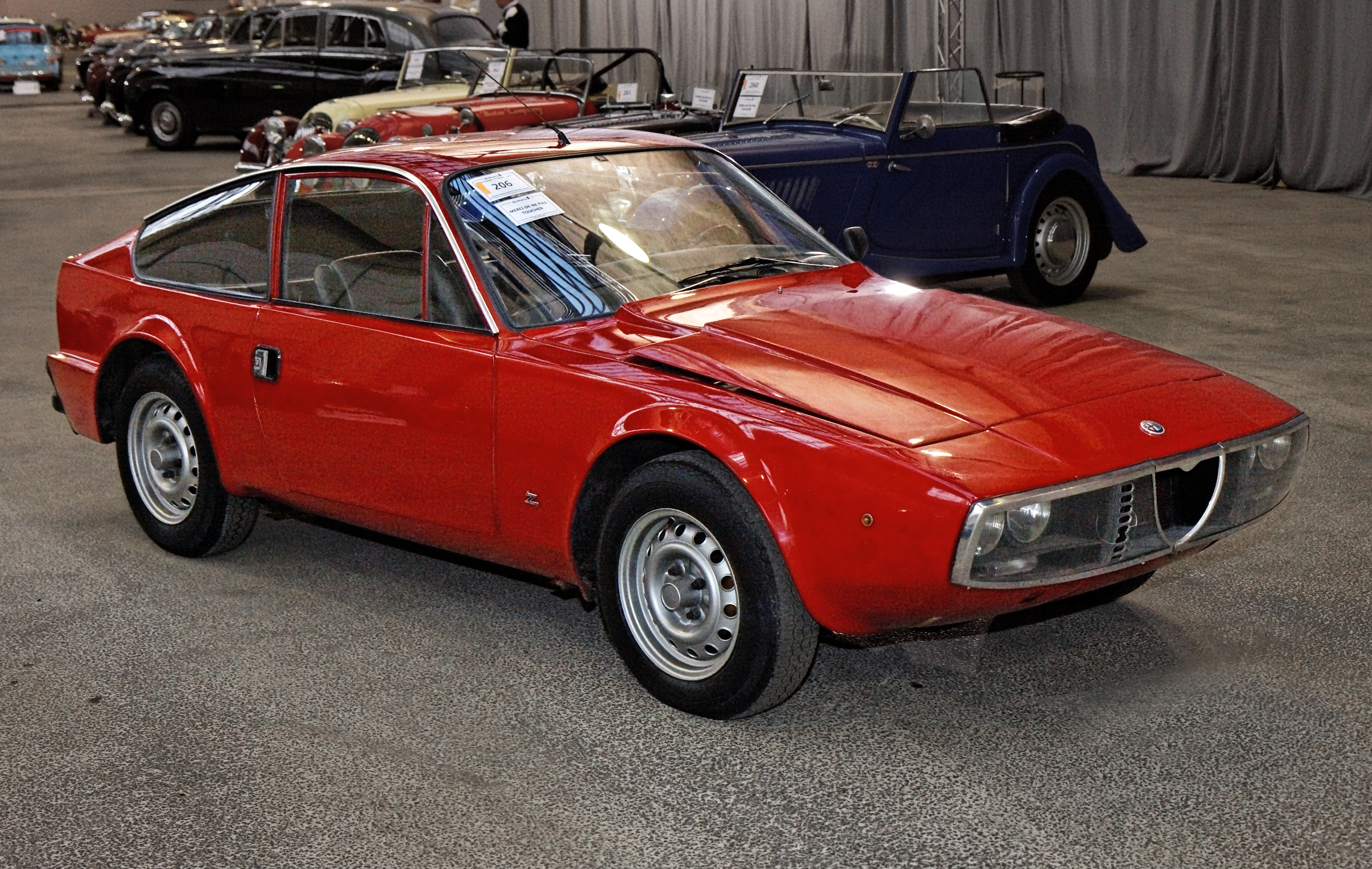
Alfa Romeo Junior Z

## Спорт

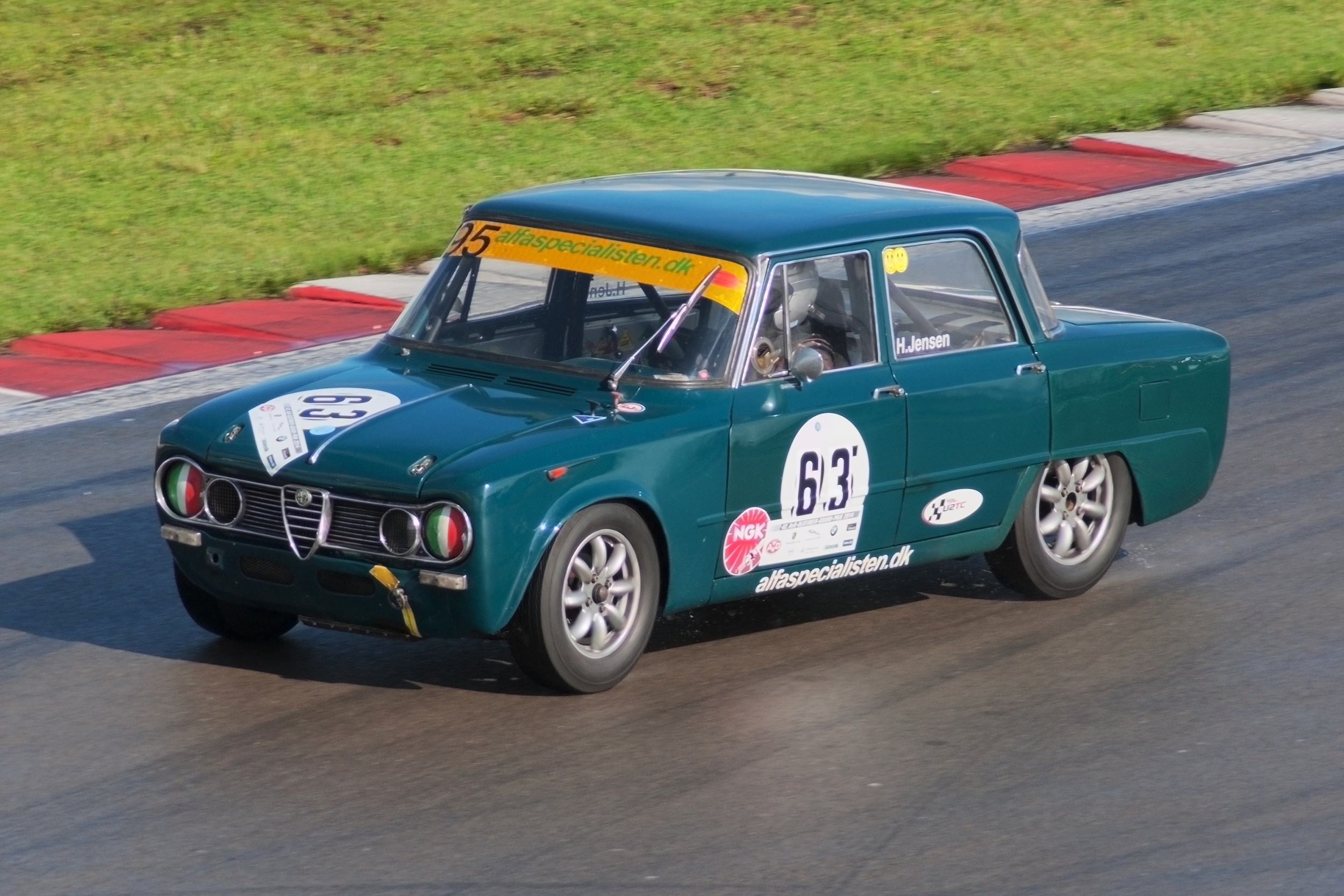
Alfa Romeo Giulia Ti Super

Особливої уваги, крім версії Ti (92 к.с.), що випускалася з 1962 року, заслуговує модифікація Giulia Ti Super (103 к.с.), що з'явилася в 1963 році. Було виготовлено всього 501 екземпляр. За цим седаном і досі полюють колекціонери. Від базової моделі його відрізняли потужніший двигун, можливість вибору паливного бака різного об'єму і додаткові деталі інтер'єру та екстер'єру, що надають моделі більш спортивний, динамічний вигляд (спортивні сидіння, інша панель приладів, триспицеве кермо, легкосплавні диски, затемнені ліхтарі). 1966 року побачила світ модель Giulia 1300 Ti з мотором об'ємом 1290 см³, потужністю 84 к.с. Підготовлені «альфівським» спортивним відділенням Autodelta полегшені гоночні модифікації 1300-ї GTA, GTA Junior (двигуни якої розвивав майже 160 к.с. при 8000 об/хв) та дволітрова GTAm домінували в гонках європейського чемпіонату FIA у класі «туринг»: у першій гонці 1966 року в Монці «альфівці» фінішували на перших семи місцях, цей і наступний сезони принесли два поспіль чемпіонські титули (у класі 1600 см³) легендарному Андреа де Адамічу, в 1969 році Alfa ознаменувала ще однією такою ж перемогою, а в 1970—1971 роках перемогла одразу у двох класах.